# Sport à Montréal
Pour un article plus général, voir Montréal.

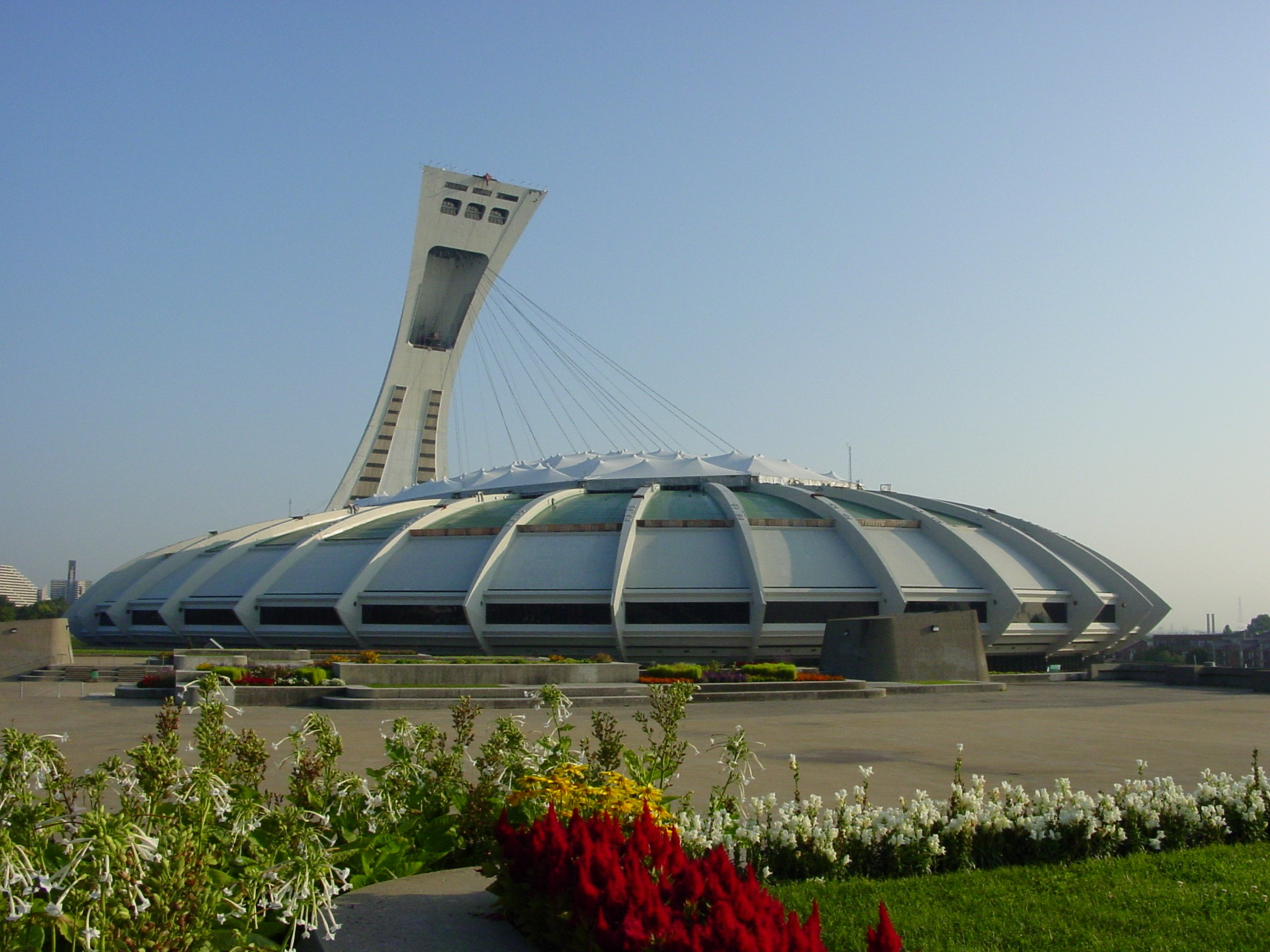
Stade olympique, dont la tour fut terminée après les Jeux olympiques

Le sport à Montréal a joué un rôle important dans l'histoire de la ville. Montréal est bien connue pour être la résidence des Canadiens de Montréal de la Ligue nationale de hockey et l'équipe sportive professionnelle montréalaise avec la plus longue existence dans l'une des Ligues majeures de sports professionnels du Canada et des États-Unis (en).  
D'autre équipes de sport professionnel évoluent à Montréal, notons entre autres les Alouettes de Montréal de la Ligue canadienne de football et l'Impact de Montréal, un club de soccer qui fait partie de la Major League Soccer depuis la saison 2012. 
Montréal est aussi connu pour la tenue annuelle du Grand Prix automobile du Canada et du tournoi de tennis Masters du Canada où les compétitions féminines et masculines évoluent en alternance entre Montréal et Toronto.
Dans le passé, la ville de Montréal a été l'hôte de plusieurs événements sportifs internationaux, notamment les Jeux olympiques d'été de 1976. Les Expos de Montréal, une équipe de baseball de la Ligue majeure de baseball, a évolué à Montréal de 1969 à 2004. 

## Événements sportifs majeurs

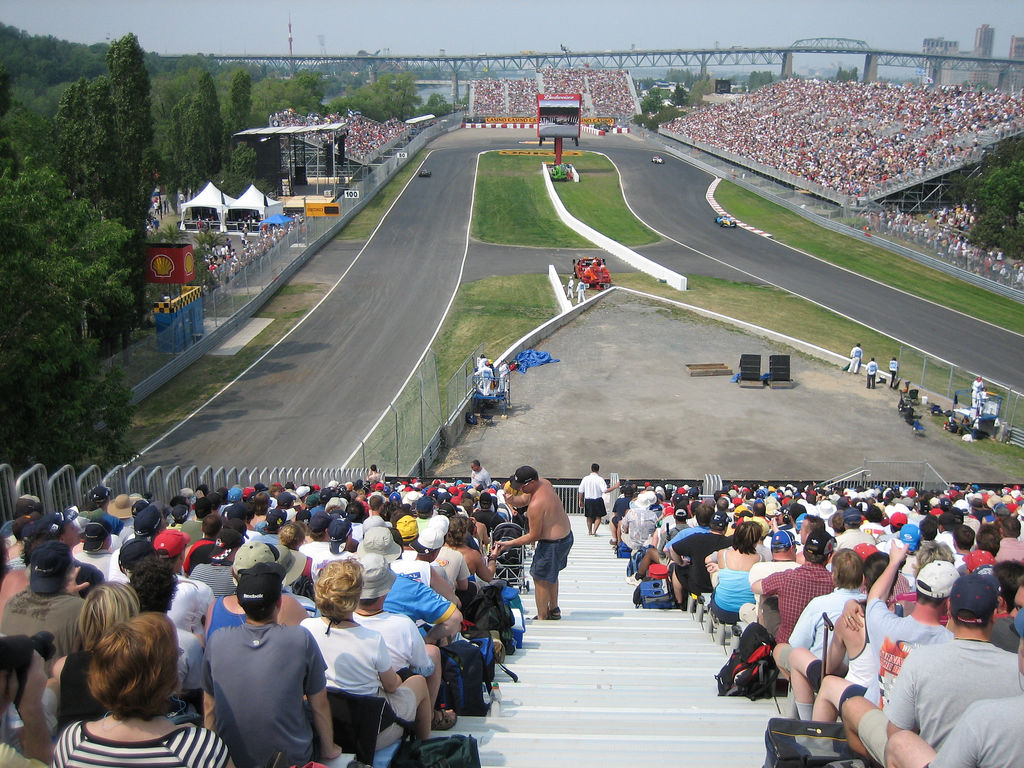
Grand Prix du Canada, sur le Circuit Gilles-Villeneuve

Au cours de son histoire, Montréal a été l’hôte de plusieurs événements sportifs majeurs, dont les Jeux olympiques d'été de 1976, les Championnats mondiaux d'escrime en 1967, de cyclisme sur piste en 1974, d'aviron en 1984, de natation en 2005, la Coupe Rogers de tennis, le Grand Prix du Canada de Formule 1.
Jeux olympiques :
- les Jeux olympiques d'été de 1976[1],[2].

Course automobile :
- Grand Prix du Canada de Formule 1 (sur le Circuit Gilles-Villeneuve) de 1978 à 2008[3]. Après une interruption en 2009, le Grand Prix du Canada a lieu de nouveau en juin 2010[4].
- Nascar Nationwide Series (sur le Circuit Gilles-Villeneuve), depuis 2007[5];
- Nascar Canadian Tire Series (sur le Circuit Gilles-Villeneuve), depuis 2007[6];
- Molson Indy de Montréal, de la série Champ Car (sur le Circuit Gilles-Villeneuve) de 2002 à 2006[7],[8] (il se déroule de 1984 à 1986 sur le circuit Sanair à Saint-Pie)[9];

Cyclisme :
- La Coupe du monde cycliste féminine de Montréal, depuis 1998
- Le Tour de l'île de Montréal, depuis 1985
- Le Grand Prix cycliste de Montréal (Pro Tour de l'UCI), depuis 2010

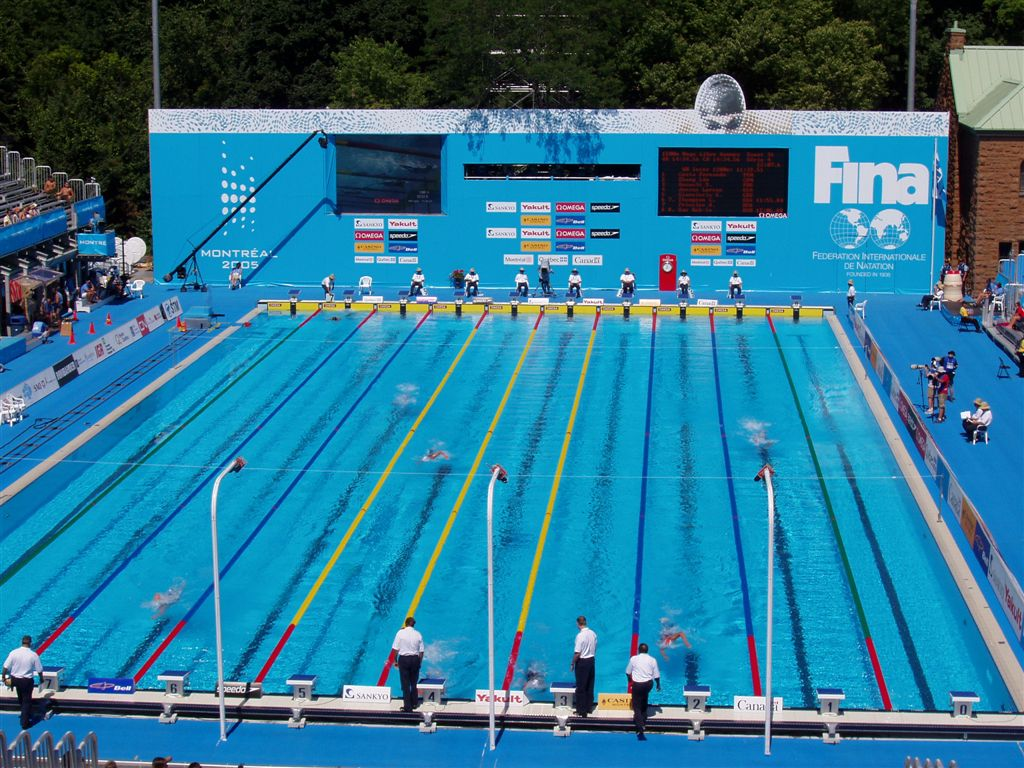
Les 11e Championnats du monde FINA, 2005

- Les Championnats du monde de cyclisme 1974 Pour la première fois de son histoire, la ville de Montréal accueille les championnats du monde de cyclisme, une compétition de 12 jours qui réunit à la fois amateurs et professionnels, ainsi que spécialistes de la piste et de la compétition sur route. août 1974

Golf :
- Le Championnat de Montréal du circuit Champions Tour de la PGA s'établit à Montréal en 2010 et, cela, pour plusieurs années consécutives[10]. (Il y a déjà eu des éditions de 1904, 1908, 1913, 1926, 1935, 1946, 1950, 1956, 1959, 1967, 1997 et 2001 - mais jamais un tournoi consacré à Montréal pour plusieurs années).
- 7e Presidents Cup, du 27 au 30 septembre 2007.

Marathon :
- Le Marathon de Montréal, depuis 2003[11];

Natation :
- XIe Championnats du monde de natation 2005 FINA du 17 au 31 juillet 2005[12],[13].

Soccer :
- Coupe du monde de football des moins de 20 ans 2007 (10 matchs)[14], juillet 2007
- Trophée des champions (FC Girondins de Bordeaux - En Avant de Guingamp), 25 juillet 2009

Tennis :
- Masters de tennis du Canada, depuis 1989. Lors des années paires, Montréal reçoit les femmes (WTA), alors que les années impaires, Montréal reçoit les hommes (ATP) En 2009, le tournoi de la coupe Rogers établi un record d'assistance, devenant le premier tournoi d'une semaine à attirer une affluence de plus de 200 000 spectateurs. C'était également la première fois que les huit meilleurs joueurs au monde, selon le classement ATP, se retrouvaient tous en quart de finale.

Jeux du Québec :
- Montréal a accueilli les Jeux du Québec durant les hivers 1972, 1977, 1983 et les étés 1997 et 2001.

Outgames mondiaux :
- Montréal a accueilli les premiers Outgames mondiaux gais du 29 juillet au 5 août 2006 sous le nom de Rendez-vous Montréal 2006.

Hockey sur glace :
Montréal détient le record mondial d’assistance pour un match de Hockey féminin : le 20 avril 2024, 21 105 supporteurs sont présents au Centre Bell dans un math opposant la Victoire de Montréal aux Sceptres de Toronto.

## Équipes sportives majeures
Le sport professionnel à Montréal constitue une dimension essentielle de l'intégration de Montréal au continent nord-américain. Montréal possède plusieurs équipes sportives professionnelles qui sont des franchises de grandes ligues continentales.

### Franchises sportives majeures actuelles
| Club                  | Ligue                                | Stade                 | Fondation | Championnats |
| --------------------- | ------------------------------------ | --------------------- | --------- | ------------ |
| Canadiens de Montréal | LNH (Hockey)                         | Centre Bell           | 1909      | 24           |
| Alouettes de Montréal | LCF (Football)                       | Stade Percival-Molson | 1946      | 8            |
| CF Montréal           | MLS (Soccer)                         | Stade Saputo          | 1993      | 0            |
| Victoire de Montréal  | LPHF (Hockey)                        | Place Bell            | 2023      | 0            |
| Roses de Montréal     | Super Ligue du Nord (soccer)         | Stade Boréale         | 2024      | 0            |
| Alliance de Montréal  | Ligue élite canadienne de basketball | Auditorium de Verdun  | 2021      | 0            |

### Franchises majeures passées
| Club                    | Ligue                                           | Stade                                             | Existence   | Championnats |
| ----------------------- | ----------------------------------------------- | ------------------------------------------------- | ----------- | ------------ |
| Expos de Montréal       | LMB                                             | Stade olympique de Montréal                       | 1969-2004   | 0            |
| Maroons de Montréal     | LNH                                             | Forum de Montréal                                 | 1924-1938   | 2            |
| Wanderers de Montréal   | LNH                                             | Aréna de Montréal                                 | 1917-1918   | 0            |
| Québécois de Montréal   | Ligue nationale de crosse (1974-1975) (en)      | Forum de Montréal                                 | 1974-1975   | 0            |
| Express de Montréal     | Ligue Nationale de Crosse                       | Centre Bell                                       | 2004        | 0            |
| Roadrunners de Montréal | Ligue Nationale de Roller-Hockey                | Centre Molson                                     | 1996-1999   | 0            |
| Olympique de Montréal   | North American Soccer League (NASL)             | Autostade                                         | 1971-1973   | 0            |
| Manic de Montréal       | North American Soccer League (NASL)             | Stade olympique                                   | 1981-1983   | 0            |
| Supra de Montréal       | Ligue canadienne de soccer professionnel (CPSL) | Complexe sportif Claude-Robillard                 | 1988-1992   | 0            |
| Machine de Montréal     | World League of American Football               | Stade olympique                                   | 1991-1992   | 0            |
| Concorde de Montréal    | LCF (Football)                                  | Stade olympique                                   | 1986-1990   | 0            |
| Junior de Montréal      | LHJMQ (Hockey)                                  | Auditorium de Verdun et Centre Étienne-Desmarteau | 2007 - 2010 | 0            |

Canadien junior (Montréal) Ligue de junior de l'Ontario (1965-1975)
Bleu Blanc Rouge de Montréal Ligue junior majeure du Québec (1979-1983)
Clubs amateurs passés ayant gagné un championnat : 
| Club                    | Existence               | Championnats                   |
| ----------------------- | ----------------------- | ------------------------------ |
| AAA de Montréal         | 1881-1931 1999- présent | 4 coupe Stanley 1 Coupe Grey   |
| Victorias de Montréal   | 1883-1908               | 5 coupe Stanley                |
| Shamrocks de Montréal   | 1895-1910               | 3 coupe Stanley                |
| Wanderers de Montréal   | 1903-1918               | 8 coupe Stanley                |
| Canadiennes de Montréal | 2007 à 2019             | conquêtes de la Coupe Clarkson |

## Équipes sportives amateures
Montréal possède également des équipes semi-professionnelles qui ont une visibilité plus restreinte.  
Franchises sportives actuelles
| Club                               | Ligue                              | Enceinte                          | Fondation          | Championnats                                |
| ---------------------------------- | ---------------------------------- | --------------------------------- | ------------------ | ------------------------------------------- |
| Carabins                           | Réseau du sport étudiant du Québec | CEPSUM                            | 1922               | Nombreux championnats dans plusieurs sports |
| Stingers de l'Université Concordia | Réseau du sport étudiant du Québec | centre sportif du Stade Concordia | 1972               | Plusieurs championnats remportés            |
| Citadins de l'UQAM                 | Réseau du sport étudiant du Québec | Centre sportif de l'UQAM          | 1971               | 4 championnats dans différents sports       |
| Redbirds de l'Université McGill    | Réseau du sport étudiant du Québec | Stade Percival-Molson             | Entre 1920 et 1930 | Plusieurs championnats remportés            |
| Montréal Mission                   | Ligue nationale de ringuette       | Centre Étienne-Desmarteau         | 2004               | 1 championnat de division                   |
| Royal de Montréal (UFA)            | Ultimate Frisbee Association       | Stade Percival-Molson             | 2014               | 0                                           |

## Pratiques sportives des montréalais

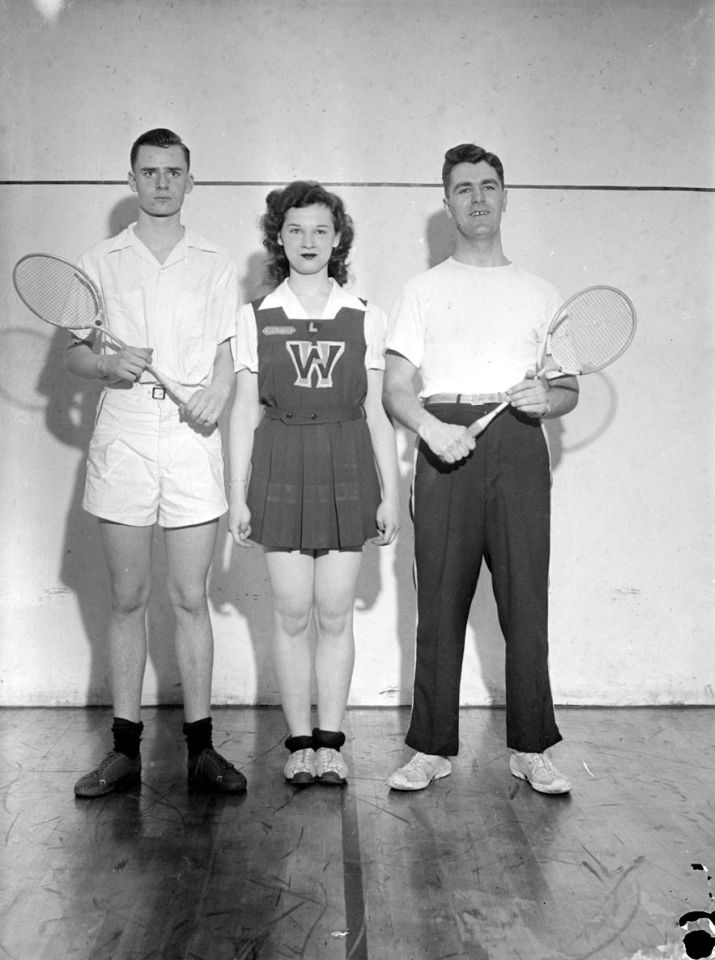
Une joueuse et deux joueurs de l'équipe de badminton de la Young Men's Christian Association de Notre-Dame-de-Grâce en 1946

La popularité des sports à Montréal a favorisé la mise en place d'un réseau de terrains extérieurs et d'installations intérieures (aréna, gymnase, terrain intérieur de soccer). L'hiver, des anneaux de glace et des patinoires sont aménagés à l'extérieur. Le Lac aux Castors, sur le Mont-Royal, l'un des étangs du parc La Fontaine et l'anneau de glace dans le vieux-port permettent aux Montréalais de renouer avec la pratique du patinage extérieur dans une ambiance familiale. Le ski de fond est également une activité populaire et plusieurs centaines de kilomètres de sentiers balisés sont entretenus par la ville dans les parcs.
Dans ce tableau du sport à Montréal, se présentent cependant des problèmes et des aspects plus négatifs:
Certains jours la pollution de l’air causé par la fumée des incendies de forêts de l’ouest canadien,est tel qu’il est difficile de pratiquer une activité sportive de haute intensité comme la course à pied. Environnement Canada, la Santé Publique de Montréal et plusieurs médias recommandent d’alors de ne pas pratiquer d’activités sportives ou de réduire son temps d’entraînement extérieurs,. Certains jours où la qualité de l’air devient mauvaise, l’administration municipale ferme ses installations sportives et annule les activités récréatives extérieures[réf. nécessaire]. A cela s’ajoute la fermeture temporaire des terrains de tennis pour cause de contamination à l’amiante. Quelques terrains synthétiques,à cause d’un mauvais entretien récurrent dans les dernières années sont fermés pour cause de rénovation. S’ajoute à cela la décripitudes des piscines intérieures municipales. Près de la moitié des installations, soit 14 piscine sur 30,  seraient en mauvais état dans la métropole.
Ce bilan des problématiques ne serait pas complet si depuis 2019, aucun des projets municipaux de transformer 15 terrains vacants désaffectés en terrains sportifs n’a vu le jour comme l’avait promis l’administration de la mairesse Valérie Plante. À sa défence, l’administration municipale rappelle qu’elle a dû déplacer les sommes alloués pour rénover des installations sportives déjà existantes. Sur ce dossier, plusieurs groupes et clubs sportifs reprochent à la municipalité son manque de communication et le cafouillis des réservation pour les terrains et installations sportives.
De nombreux citoyens et plusieurs clubs sportifs se plaignent du manque de terrains sportifs à Montréal,. Plusieurs intervenants du milieu sportif expriment qu’il est difficile de faire avancer des projets sportifs auprès de l’administration municipale de Montréal: le cas en athlétisme de la rénovation du Parc Étienne Desmarteau et du Complexe sportif Claude-Robillard illustre bien cette problématique entre la ville de Montréal, ses citoyens, les clubs sportifs et fédérations et sportives.

## Clubs sportifs
Le sport à Montréal possède également un volet récréatif avec plusieurs types d'activités sportives. La pratique d'activités sportives est favorisé par de nombreux clubs amateurs et associations sportives locales:
- Club de canoë-kayak d'eau vive de Montréal
- Association d’ultimate de Montréal[34]
- Ligue de hockey Cosom amicale de Montréal[35]
- Club de patinage de vitesse de Pointe-Aux-Trembles[36]
- Ligue Encore Baseball Montréal[37]
- Club de Judo ITC Budokan[38]
- Club de Kendo Isshin[39]
- Club de golf Royal Montréal
- Club de Ski de fond de  l’Ile de montréal[40]